# Raman Vijayan
 (mai 2013).
Si vous disposez d'ouvrages ou d'articles de référence ou si vous connaissez des sites web de qualité traitant du thème abordé ici, merci de compléter l'article en donnant les références utiles à sa vérifiabilité et en les liant à la section « Notes et références ».
Raman Vijayan (né le 29 avril 1977) est un footballeur indien. Il est actuellement entraîneur du club indien de South United FC.

## Biographie
Il est le meilleur buteur du championnat indien avec 10 buts lors de la saison 1997-1998.